# Loverboy (piosenka Mariah Carey)
„Loverboy” – piosenka skomponowana przez Mariah Carey, zawierająca sample utworu „Candy”, którego kompozytorami byli wówczas Larry Blackmon i Thomas Jenkins, a należał on do zespołu Cameo. Piosenka Carey została wyprodukowana przez nią samą oraz przez Clarka Kenta na ósmy studyjny album artystki, Glitter. Utwór został wydany 16 lipca 2001 r. jako pierwszy singel promujący album. W oficjalnej wersji utworu Mariah Carey towarzyszy zespół Cameo, natomiast w remixie znajdującym się na albumie, miejsce zespołu zastąpili raperzy Ludacris, Da Brat oraz Shawnna.

## Informacje i kontekst filmowy
W piosence „Loverboy” wykorzystano sample piosenki „Candy” należącej do zespołu Cameo. Wcześniej grupa ta do swojej piosenki „Candy” wykorzystała sample utworu „Fireckraker” zespołu Yellow Magic Orchestra.
W filmie „Glitter” utwór „Loverboy” jest pierwszym wielkim hitem Billie Frank (Mariah Carey).
Ukazane są sceny gdy Billie i Dice jądąc taksówką słyszą po raz pierwszy ten utwór w radio co wywołuje u nich ogromną radość przez co tańczą na ulicy. W późniejszych scenach Billie kręci teledysk do tego utworu, jest to jej pierwszy klip w karierze. W końcowych scenach filmu główna bohaterka miała zacząć tym utworem swój pierwszy koncert w Madison Squere Garden, jednak w związku z przykrym zajściem, jakim było śmierć ukochanego, Bilie zaśpiewała utwór Never Too Far.

## Nagrody
Singel otrzymał nagrodę Billboard R&B/Hip-Hop Award za sprzedaż singli kategorii R&B/Hip-Hop.

## Teledysk
Do utworu powstały dwa teledyski, reżyserem obu jest David LaChapelle. Jeden powstał do oficjalnej wersji single, drugi do remixu. Zdjęcia do klipów kręcono na torze wyścigowym „Los Angeles County Raceway”. Carey wcieliła się w nich w rolę „cargirl”. Ukazana jest gdy siedzi na dachu jadącego samochodzu bądź w scenach gdzie macha chorągiewkami.

## Lista i format singla
Świat CD singel
1. „Loverboy” (featuring Cameo)
2. „Loverboy” (Remix featuring Da Brat, Ludacris, Shawnna)

Stany Zjednoczone CD maxi singel
1. „Loverboy” (featuring Cameo)
2. „Loverboy” (Remix featuring Da Brat, Ludacris, Shawnna)
3. „Loverboy” (MJ Cole Remix)
4. „Loverboy” (MJ Cole Instrumental)
5. „Loverboy” (MJ Cole London Dub Mix)
6. „Loverboy” (Club of Love Remix)
7. „Loverboy” (Dub Love Remix)
8. „Loverboy” (Drums of Love)

Europa & Australia CD maxi singel
1. „Loverboy” (featuring Cameo)
2. „Loverboy” (Remix featuring Da Brat, Ludacris, Shawnna)
3. „Loverboy” (Club of Love Remix)
4. „Loverboy” (MJ Cole Remix)
5. „Loverboy” (Dub Love Remix)
6. „Loverboy” (Teledysk

## Listy przebojów
| Kraj              | Lista przebojów (2001)          | Pozycja |
| ----------------- | ------------------------------- | ------- |
| Australia         | ARIA Singles Chart              | 7       |
| Austria           | Singles Top 75                  | 65      |
| Belgia            | Singles Chart                   | 34      |
| Francja           | Singles Top 100                 | 54      |
| Holandia          | Dutch Top 40                    | 34      |
| Izrael            | Singles Chart                   | 7       |
| Japonia           | Hot 100 Singles                 | 1       |
| Kanada            | Canadian Hot 100                | 3       |
| Niemcy            | Singles Chart                   | 57      |
| Szwecja           | Singles Top 60                  | 44      |
| Szwajcaria        | Singles Top 100                 | 66      |
| Włochy            | Siingles Chart                  | 13      |
| Stany Zjednoczone | Billboard Hot 100               | 2       |
| Stany Zjednoczone | Billboard Hot R&B/Hip-Hop Songs | 1       |
| Stany Zjednoczone | Billboard Pop                   | 37      |
| Stany Zjednoczone | Billboard Hot Dance Club Play   | 45      |
| Stany Zjednoczone | Billboard Hot 100 Airplay       | 50      |
| Stany Zjednoczone | Billboard Rhythmic Top 40       | 21      |
| Stany Zjednoczone | ARC Weekly Top 40               | 21      |
| Wielka Brytania   | UK Singles Chart                | 12      |
| Świat             | United World Chart              | 10      |

### Listy końcoworoczne
| Rok  | Kraj              | Lista             | Ranking |
| ---- | ----------------- | ----------------- | ------- |
| 2001 | Stany Zjednoczone | Billboard Hot 100 | #80     |
| 2001 | Stany Zjednoczone | ARC Weekly Top 40 | #118    |

## Sprzedaż i certyfikaty
| Kraj              | Sprzedaż | Certyfikat |
| ----------------- | -------- | ---------- |
| Australia         | 35 000+  | ZŁOTO      |
| Francja           | 25 000+  | –          |
| Japonia           | 10 000+  | –          |
| Niemcy            | 15 000+  | –          |
| Stany Zjednoczone | 600 000+ | ZŁOTO      |
| Wielka Brytania   | 45 000+  | –          |
| Świat             | 850 000+ | –          |